# Musée d’Art moderne de Paris
Musée d’Art moderne de Paris to główne muzeum miejskie poświęcone sztuce nowoczesnej i współczesnej XX i XXI wieku, w tym monumentalnym muralom autorstwa Raoula Dufy’ego, Gastona Suisse’a i Henriego Matisse’a.
Muzeum, znajdujące się we wschodnim skrzydle Pałacu Tokijskiego i wybudowane na Międzynarodową Wystawę Sztuki i Techniki w 1937 roku, zostało otwarte w 1961 roku.
Muzeum zostało ponownie otwarte w październiku 2019 roku po przebudowie wartej 10 milionów euro, przeprowadzonej przez biuro architektoniczne h2o architects.